# Selecció sueca de corfbol
La selecció sueca de corfbol és dirigida per la Svenska Korfballförbundet (SKF) i representa Suècia a les competicions internacionals de corfbol.

## Història
| European Bowl |                  |                    |                 |
| Any           | Campionat        | Seu                | Classificació   |
| 2007          | 2a European Bowl | Luxemburg / Sèrbia | 6a plaça (Oest) |
| 2009          | 3a European Bowl | Luxemburg          | 4a plaça (Oest) |

## Equip actual
Selecció nacional a l'European Bowl 2009
| - Carola Bobic - Selena Dinsbach - Johanna Fredman - Juliette De Gooijer-Stam - Lina Leufven |  | - Bjorn Ter Bruggen - Marco Leons - Fredrik Lindberg - Richard Nyberg - Pierre Vergonet - David Winks |  |  |

- Seleccionador: Atte Van Haastrecht